# Moerser Literaturpreis
Der Moerser Literaturpreis ist ein jährlicher Wettbewerb für Autoren vom Niederrhein und aus den Regionen Rhein-Maas-Nord und Rhein-Waal zwischen 16 und 45 Jahren, der seit 1998 stattfindet. Einzureichen sind unveröffentlichte Prosa-Texte.
Der Moerser Literaturpreis wird ausgeschrieben von der VR Volks- und Raiffeisenbank eG, Moers. Die Preisgelder betragen derzeit 2600 Euro, 1000 Euro und 750 Euro. Zu den bisherigen Preisträgern gehören Thomas Hoeps (1998),  Andreas Daams (1999), Markus Orths (2000), Georg Pelzer (2001), Susanne Goga (2006 und 2007), Susan Kreller (2008), Sebastian Polmans (2014), Sabine Frambach (2016 und 2019) und Tina Schlegel (2022).